# Красноармеец Сухов
Красноармеец Фёдор Иванович Сухов — главный герой фильма «Белое солнце пустыни», ряда книг, телевизионных программ и анекдотов, а также одноимённой компьютерной игры.

## Краткое описание персонажа
Красноармеец Сухов уже демобилизован из Красной Армии и направляется домой в Самару, но ввиду напряжённой обстановки, сложившейся в Средней Азии в период борьбы с басмачеством, а также острой нехватки опытных военных специалистов, краском Рахимов, возглавляющий отряд, просит Сухова остаться ещё на какое-то время для сопровождения гарема местного предводителя басмачей.
Сухов ушёл из дому примерно в 18—20 лет и с тех пор странствовал, по его словам, «от Амура до Туркестана». В Красной Армии нёс службу, по крайней мере в последнее время, в вымышленном «Закаспийском интернациональном революционном пролетарском полку имени товарища Августа Бебеля». Награждён именным оружием — револьвером системы Нагана с дарственной надписью: «Красноармейцу Сухову. Комбриг М. Н. Ковун». Сухов — хороший хозяйственник, снайперски стреляет, знаток пиротехники и обращения с взрывчатыми веществами, владеет и другими полезными навыками, а главное — знаком с обычаями Востока и психологией его обитателей. Сухов отважен, хладнокровен, изобретателен, быстро оценивает людей по достоинству, верен дружбе и не склонен недооценивать врага. Сам себя Сухов позиционирует как «борца за счастье трудового народа всей земли». Психологически готов к смерти, но свою главную задачу видит не в героической гибели, а в победе над врагом и возвращении домой живым и невредимым.
Далеко от места событий находится его родной дом, где его ожидает жена.
Сухов — преданный семьянин и ему глубоко чужды антисемейные идеи 1918 — начала 20-х годов, что подтверждают его письма супруге и поведение по отношению к женщинам из гарема.
Товарищи Сухова по фильму — люди совершенно другого склада и убеждений, но так же преданные мужской дружбе: пострадавший от басмачей мирный дехканин Саид и бывший царский таможенник Верещагин. Вместе они противопоставлены велеречивому и склонному к позёрству Чёрному Абдулле.

## Факты и гипотезы
- Валентин Ежов встречался с ветеранами Гражданской войны, которые в 1920-е годы сражались с басмачами в Средней Азии. Один из них вспомнил, как басмачи, спасаясь от настигавших их красных отрядов, бросали в пустыне свои гаремы. «Прискачешь, бывало, к какому-нибудь колодцу, — рассказывал ветеран, — а рядом с ним женщины сидят. Оставить их в пустыне нельзя, погибнут. Вот и приходилось вместо преследования банды сопровождать „неожиданный подарочек“ к ближайшему кишлаку. Ох, и намучаешься с ними в дороге!»[1].
- Предположительно, прообразом героя послужил кубанский казак Василий Кузьмич Сухов[2], отец героя Советского Союза Константина Васильевича Сухова. Есть утверждения, что прообразом был Александр Андреевич Сорокин, 1901 года рождения[3].
- На роль Федора Сухова пробовалось несколько актёров. В финале остались двое: Георгий Юматов и Анатолий Кузнецов, который и был утверждён на эту роль. Однако буквально накануне съемок Юматов ушел в запой из-за смерти друга, разбившегося на автомобиле, и был лишён роли.[1].
- Актёр Анатолий Борисович Кузнецов посетовал журналистам:

Из-за этой картины я потерял свою настоящую фамилию! Все меня стали звать «товарищ Сухов»— 
- Количество разнообразных сценических постановок (например, в исполнении Игоря Христенко[6]), видеомонтажей голливудских фильмов[7], фотоколлажей ([8]), цветных (напр., карикатура «Как на западном фронте?» Максима Иванова[9]) и чёрно-белых («Стреляли» Вячеслава Капрельянца[10]) карикатур и прочих творческих переработок персонажа учёту не поддаётся.
- Сухова называют самым верным последователем учения Августа Бебеля[11].
- Полк им. товарища Августа Бебеля был также в фильме «Бумбараш». Иосиф Фишман, персонаж книги Бориса Успенского «Берега Ахерона»[12] служит комиссаром полка имени товарища Августа Бебеля.
- Сухов борется «за справедливость» и уходит в закат, как и полагается герою (аналогично — в «Неуловимых мстителях» и т. п. фильмах)
- В Самаре, на «родине Сухова», установлен памятник легендарному красноармейцу (на так называемой «Старой набережной»).
- Чайник красноармейца Сухова был продан в 2003 году с аукциона за 3600 долларов[13].
- Письма к Катерине Матвеевне — самая многословная часть роли Сухова[14].
- Марк Захаров написал замечательные письма Сухова к Катерине Матвеевне, хотя ему не заплатили за это ни копейки[15].
- Выражение «А ещё скажу вам, разлюбезная Катерина» стало общеупотребительным в русскоязычном интернете и вошло в сборник современного городского фольклора[16]. Отдельные фразы и выражения вошли во многие толковые словари, словари современных цитат и крылатых фраз отечественного кино[17][18][19][20][21].
- Письма товарища Сухова используются для изучения иностранцами русского языка[22].
- Исполнителя роли красноармейца Сухова, актёра Анатолия Кузнецова спросили в интервью:[23]

— А вы жене писали такие же душевные письма, как и ваш герой — Екатерине Матвеевне? 
— Да-а-а… Она их до сих пор хранит.

## Письма красноармейца Сухова
Первоначально от режиссуры фильма «Белое солнце пустыни» Владимир Мотыль отказался, мотивируя тем, что сценарий написан в приключенческом жанре — «анекдотичная история про гарем и солдата», в которой не было духовной основы, в его же планах в то время был фильм о декабристах. Но в конечном итоге, из-за личных финансовых проблем и обещания авторов сценария фильма и руководства студии «творческой свободы», он принял предложение, и чтобы хоть каким-то образом улучшить сценарий, стал продумывать его изменения. Так появилась тема любви Сухова к Катерине Матвеевне, которой в сценарии до этого не было и которая привиделась Мотылю в полусне:

Я увидел женщину — бабу с коромыслом, каких я видел в своем раннем детстве… И я вдруг подумал, что в контрапункте картины она должна стать какой-то сквозной темой любви этого Сухова.

Именно с появлением Катерины Матвеевны «Сухов перестал быть плакатным солдатом революции». Для новой сюжетной линии были написаны закадровые монологи, которые в итоге Владимиру Мотылю не понравились. После этого появилась идея c письмами: «Письма были совершенно необходимы: ведь ничего, кроме слов о преданности идеям Октября, Сухов в первоначальном сценарии не произносил». Самую многословную часть роли Сухова Марк Захаров изначально написал для своего фильма, но свою роль сыграла его дружба с режиссёром Владимиром Мотылём, о чём позже тот рассказал в интервью:

Тогда мы дружили с молодым театральным режиссёром Марком Захаровым, который сочинял для радио остроумные юморески, — в нём я и увидел будущего соавтора эпистолярного романа моего Сухова…

Написанные М. Захаровым письма озвучивать пришлось в ГДР, поскольку А. Кузнецов, отснявшись в «Белом солнце», уехал в Берлин на съёмку в следующем фильме. Письма были озвучены на киностудии «DEFA», а В. Мотылю плёнки с записями потом были отправлены самолётом.
По мнению киноведа профессора Н. М. Зоркой главная тема в фильме — это письма Сухова, и именно поэтому первое, что зритель видит на экране ещё до титров, это российские берёзы и «ненаглядную Катерину Матвеевну», которой из белой, раскалённой, бесплодной пустыни Средней Азии «боец революционного пролетарского полка имени товарища Августа Бебеля» на протяжении всего фильма и пишет свои письма.

### Письма товарища Сухова в художественной литературе
Герой детективного боевика Андрея Воронина «След тигра» (более известный в своей экранизации — телесериалах «Слепой» и «Слепой-2») — вымышленный сотрудник ФСБ Глеб Сиверов, мысленно сочиняя письмо, рассуждает о том «какой из шедевров эпистолярного жанра взять за образец: письмо Ваньки Жукова или послание запорожцев турецкому султану». Затем он приходит к выводу, что: «Писать нужно было в стиле тех писем, что сочинял, скитаясь в песках, красноармеец Фёдор Иванович Сухов … Он сочинял письма в уме, и я их так же сочиняю… Только вот беда: хоть убей, не вспомню сейчас, как его жену звали… Марфа? Марья? Глафира?»
В романе писателя-фантаста Александра Громова «Исландская карта» главный герой, юнга Нил Головатых, в течение повествования пишет три письма Екатерине Матвеевне, которые начинает словами: «Здравствуйте, бесценная моя Катерина Матвеевна!».
В книге Эм Си чЁ «Open air»:
Как там звали Екатерину у Сухова? Кажется, Михайловна? Да, кажется… — Любезная моя Екатерина Михайловна! Здесь у нас жарко и плещется Чёрное море.
В романе Владимира Колычева «Ночная бабочка: кто же виноват?»:
— Как там в Чечне? 
— Стреляют. 
— Да, товарищ Сухов… 
— Товарищ Сухов писал письма своей ненаглядной… э-э, Катерине Матвеевне ...
— Зачем ей письма писать? Я уже вернулся.
— Ну, вернулся. А она всё равно пишет.
В романе Юрия Лебедева «Три выбора» персонаж, от лица которого ведётся повествование, попадает в ДТП, «замечтавшись на монотонной дороге об „любезной моему сердцу Катерине Матвеевне“».
Письма товарища Сухова жене Екатерине, вместе с письмами Татьяны Лариной — Евгению Онегину, В. И. Ленина — Съезду Партии, Турецкому Султану от казаков, и Юстаса — Алексу вошли в перечень из пяти писем-образчиков стилей в рассказе Азера Агаева «Обращусь я к друзьям…».
По мнению Союза писателей СССР, «Письма в Древний Китай» Герберта Розендорфера — «сочинение, исполненное в забытой манере, на уровне обобщений красноармейца товарища Сухова».

### Письма товарища Сухова в популярной культуре
Космонавт Валентин Лебедев использует письма Сухова как эпиграф к одной из глав в своём «Дневнике космонавта» (переведённом на английский язык). Переработка этих писем содержится в его же книге «Моё измерение».
«Американские хроники 2001» Леонида Славича написаны в виде рассуждений товарища Сухова. Среди них есть и письма любимой супруге: «Только знайте, любезная Катерина Матвеевна, что классовые сражения на сегодняшний день в общем и целом завершены и час всемирного освобождения настаёт».
В «Живом журнале» были опубликованы гипотетические ответные письма Катерины Матвеевны товарищу Сухову, «Полный текст письма т. Сухова любимой жене Катерине Матвеевне» Артёма Драбкина, «Бланк любовного письма: форма № 9/5», «Товарищ Сухов. День второй», «Письмо красногвардейца Сухова…».
В «Живом журнале» также делается предположение, что: «В своих фантазийных письмах Сухов не потентен с женщиной, каждый раз обещая „закончить в следующий раз“».
В синопсисе на фильм «Белое солнце пустыни» написано «Евангелие от товарища Сухова»: «По сути, „Евангелие“ означает „благую весть“, написанную в форме письма. Благая весть — но о чём? О жизни, страданиях и путях выхода из несовершенного состояния человека, и конечно о любви. Все эти вещи присутствуют в письмах Сухова к любимой женщине».
Появились также вольные литературные переработки. Например, «Запоздалое письмо» писателя-фантаста Аркадия Польшакова, афганские мемуары «Здравствуй, дорогая…» ветерана Андрея Ворошеня, «Письма товарища Сухова с Пустошей», «Письмо Сухова», «Новое письмо Сухова», «Письмо 1» и «Письмо 2», «Письмо Катерине Матвевне», «Белое солнце Албании», «Записки феолога», «Белое солнце пустыни или товарищ Сухов».
Письма товарища Сухова пародировалось творческим объединением «Дети лейтенанта Шмидта» в КВН и сотрудниками Татарстанской таможни.
Тон «письма» Аксинье в одноимённой песне шансонье Геннадия Жарова также напоминает послания товарища Сухова, хоть и в не столь елейно-вежливом виде.
Неизвестным поэтом написан стих в форме письма Екатерине Матвеевне. Отрывок:
...И коль вдруг не судьба 

Вам увидеть меня, 

Незабвенная Катерина Матвеевна! 

Всегда помните, что 

Был я предан на сто 

Революции, Партии, Бебелю!!!

### Сходство с другими кинематографическими и литературными произведениями
Несмотря на то, что в фильме «Белое солнце пустыни» (1970) было семь писем товарища Сухова супруге, он ни разу их не писал — они словно проносились в его мыслях в короткие моменты отдыха. Подобный кинематографический приём позже применён в американском фильме «Кровь Апачей» (1975), где скаут Сэм Глэсс (актёр Дьюит Ли), противостоящий апачам, пишет подобные письма своей жене Марте, которая также является ему во снах и видениях.
В таком же стиле выдержаны «мысли» пса Цезаря в конце каждой серии телесериала «Участок».
Письма Фёдора Сухова «незабвенной Екатерине Матвеевне» по структуре и тональности идентичны письмам отца Фёдора «дорогой и бесценной Кате» из романа «Двенадцать стульев».
Эпизод, где Сухов сидит на окне с револьвером, направленным на Абдуллу, сходен с подобным в фильме Серджо Леоне «Хороший, плохой, злой» (1966).
В фильме «Остров погибших кораблей» в эпизоде брачной ночи Вивиан и Гатлинга, когда каждый из моряков вспоминает оставленную дома возлюбленную, российский моряк пишет письмо своей Катерине Матвеевне: «И море здесь, словно болото, травой поросло!»

### Гипотезы
Гипотетическое восьмое письмо Сухова, из пьесы-сценария российского кинорежиссёра и сценариста Бориса Хлебникова:
А ещё - хочу приписать, разлюбезная моя Катерина Матвевна, что единственно лишь надеждою снова с вами свидеться выбрался я обратно изо всех житейских перипетий и имею я в настоящий момент надежду самую ни наесть всамделишную  то  намерение в действительности осуществить. Засим из глубины среднеазиатских песков посылаю вам привет революционный и остаюсь неизменно ваш...
«Разлюбезная Катерина Матвеевна! Так уважительно и скромно, или почти так, коротко и ясно начал бы своё письмо наш современник, свободный от условностей в обращении наших предков».
В любовных письмах красноармейца Сухова особенно сказались традиции русского национального фольклора, и даже мотивы народной лексики.
Профессор славистики Питтсбургского университета, Елена Госсило (Helena Goscilo), в своей книге сравнивает «Белое солнце пустыни» с фильмом «Офицеры»:

«Белое солнце пустыни» начинается тем, чем заканчивается фильм «Офицеры» — со сна. Красноармеец Сухов диктует ненаписанное письмо своей жене, показанной в духе стереотипов о красоте русской крестьянки.

 Само же имя «Катерина Матвеевна» она выделяет кавычками, обосновывая это тем, что она и «неуловимый» Джавдет: 

эти часто повторяющиеся слова употребляются не как имена, но как магические заклинания, отмечающие те моменты, когда персонажи на время отвлекаются от своих эпических приключений

Сухову, и это очевидно, ничего не нужно от женщин из гарема — ему снится лишь Екатерина Матвеевна, которую он вспоминает в различные ностальгические моменты.
Существует предположение что письма Сухова имеют в себе подтекст некоей безнадёжности: «Нет никакой надежды, что вернусь в край, дом родной, да и письма писать неохота».
Российский учёный и политический деятель Константин Петров в книге «Дело было в Педженте» высказывает мнение, что в третьем письме Сухова «выразилось приписывание Марком Захаровым Сухову и Катерине Матвеевне животного строя психики: Сухов, якобы во избежание сцен ревности со стороны Катерины Матвеевны умалчивает о том, что сопровождает группу женщин. Иных причин к умолчанию нет».
Описывая сетикет, литературный критик Владимир Губайловский приходит к следующим выводам:

В чём же специфика «сетикета»? Это этикет письменного общения. Никогда в истории не было ни такого феномена, ни даже близкого аналога. Церемонные поклоны и многословные приветствия в письмах XIX века — это, конечно, тоже знаки этикета. Но это слишком локальные явления, чтобы выделять их в отдельную область этикета, хотя и существовали специальные письмовники, регламентирующие написание письма. Современный русский человек, в основном, знаком с этими правилами по письмам, которые товарищ Сухов в кинофильме «Белое солнце пустыни» наговаривает «разлюбезной Катерине Матвеевне».

### Письма товарища Сухова в прессе
Отвечая на вопрос «Почему „Белое солнце пустыни“ так любят космонавты?» журналист Сергей Лесков приходит к выводу, что: «Красноармеец Сухов — безо всякого сомнения, космонавт, которого могут оставить на орбите на неопределенный срок. Он выполняет благородную миссию в краях, где не ступала нога зрителя, на пыльных тропинках далёких планет. Письма любезной Катерине Матвеевне заменяют сеансы радиосвязи с покинутыми семьями».
«Письмами товарища Сухова» также называют официальное письмо правительственного уполномоченного по вопросам антикоррупционной политики Кабинета министров Украины, Юрия Сухова, адресованное исполняющему обязанности директора Государственного департамента по делам гражданства, иммиграции и регистрации физических лиц МВД Украины, Виктору Давыденко, запрос Думы города Владивостока первому заместителю главы администрации города Сухову А. Н. и письмо депутата сельского поселения «Барвихинское» Валерия Сухова Президенту Российской Федерации Дмитрию Анатольевичу Медведеву. С ними также сравнивают переписку Президента Украины Виктора Ющенко с лидером оппозиции (в последующем — Президентом) Виктором Януковичем, а также Президента США Барака Обамы с президентом Кыргызстана Курманбеком Бакиевым.
«Многим в душу запали письма, которые Сухов писал своей несравненной Екатерине Матвеевне».

## Персонаж в литературных произведениях и популярной культуре
- В книге «Белое солнце пустыни», написанной на основе фильма, Фёдор Сухов взорвал некую плотину Аслан-бая[84].
- Согласно книге «Дело было в Педженте», Фёдор Сухов — образ русского большевизма, не приемлющего паразитизма «элитарного» меньшинства[85].
- Красноармеец Сухов — один из героев рассказа Алексея Сотского «Новые Аргонавты»[86]. На него в цитатах своих героев ссылаются писатели-фантасты Александр Абрамов и Сергей Абрамов в рассказе «Стена»[87] и Василий Головачёв в рассказе «Ко времени моих слёз»[88]
- Красноармеец Сухов появляется также в фильме «Приключения Петрова и Васечкина, обыкновенные и невероятные»: герои детской музыкальной комедии попадают в фильм «Белое солнце пустыни» и пытаются обыграть финальную сцену с боем у цистерны, вытесняя из неё воду согласно закону Архимеда, который герои недавно изучили в школе. Актёр Анатолий Кузнецов исполнил роль красноармейца Сухова в этом фильме во второй раз.
- Рестораны «Товарищ Сухов» существуют в Донецке, Екатеринбурге и Ульяновске.
- Песня группы Телевизор «Товарищ Сухов» из альбома «Шествие рыб» (1985).
- Песня А. Укупника «Товарищ Сухов» (1993).
- Вышедший в 2015 г. российский фильм «Норвег» имеет сюжетное сходство и завершается титром «Посвящается товарищу Сухову».

### Памятники красноармейцу Сухову
- Памятник Сухову в Донецке.
- В декабре 2012 в Самаре, куда по действию фильма возвращался Федор Сухов, установлен памятник товарищу Сухову работы скульптора К. Чернявского.

### Музыкальные композиции посвященные красноармейцу Сухову
- Песня «Товарищ Сухов» группы «Телевизор» из альбома «Шествие рыб» (1985).